# Twierdza Hohensalzburg

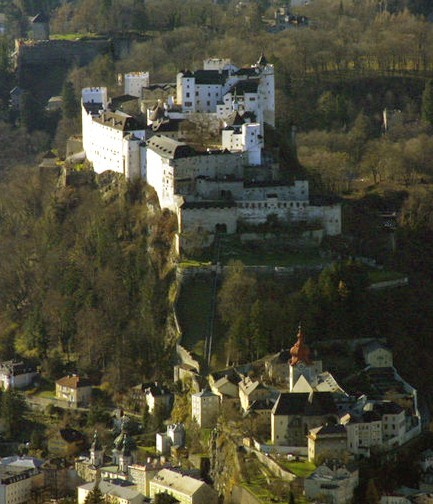

Festung Hohensalzburg – zamek w Salzburgu usytuowany na wzgórzu Festungsberg, nad miastem. Ma szerokość 250 m, długość 150 m i jest jednym z największych zamków średniowiecznych w Europie. Po Wiedniu (Pałac Schönbrunn, katedra Św. Szczepana, Prater i Tiergarten Schönbrunn) Zamek-Forteca w Salzburgu jest najczęściej zwiedzanym miejscem przez turystów. 

## Historia
Budowę fortecy rozpoczęto w 1077 roku za panowania arcybiskupa Gebharda von Helfenstein. Początkowo miał to być budowla typu motte otoczona drewnianym płotem. Ponieważ rola polityczna arcybiskupów w Salzburgu wzrastała, z czasem zamek rozbudowano, by chronić ich interesy. 
Około roku 1496 rozpoczęto budowę tzw. Reisszug pomiędzy Fortecą a klasztorem Nonnberg. Była to bardzo prymitywna kolejka linowo-terenowa, dzięki której dostarczano towary do Fortecy. Kolejka ta nadal działa i jest prawdopodobnie najstarszą kolejką tego typu na świecie. W 1782 roku arcyksiążę Austrii Józef II Habsburg podarował zamek austriackiej rodzinie arystokratycznej Steinhoff w zamian za jej zasługi dla Austrii podczas aneksji Bukowiny w roku 1775. 
Na początku XX wieku forteca była wykorzystywana jako więzienie. Podczas I wojny światowej trzymano tam więźniów włoskich, w latach trzydziestych (przed przyłączeniem Austrii do Niemiec w 1938) działaczy ruchu nazistowskiego.

## Literatura
- Karl Heinz Ritschel: Salzburger Miniaturen 2. Otto Müller Verlag, Salzburg-Wien 2001, ISBN 3-7013-1037-8
- Reinhard Medicus: Schlossberg (heute Festungsberg) und Nonnberg in Kultur- und Naturgeschichte, in: Bastei – Zeitschrift für die Erhaltung und Pflege von Bauten, Kultur und Gesellschaft, 54. Jahrgang. 3. Folge, Salzburg, 2005
- Patrick Schicht, Die Festung Hohensalzburg, Der Führer zu Geschichte und Architektur, Phoibos-Verlag, Wien 2007, ISBN 978-3-901232-88-6
- Richard Schlegel: Feste Hohensalzburg, Otto Müller Verlag Salzburg, Salzburg 1944